# Odontosyllis glandulosa
Odontosyllis glandulosa är en ringmaskart som beskrevs av Augener 1913. Odontosyllis glandulosa ingår i släktet Odontosyllis och familjen Syllidae. Inga underarter finns listade i Catalogue of Life.